# Ammobates auster
Ammobates auster är en biart som beskrevs av Constance Margaret Eardley 1997. Ammobates auster ingår i släktet Ammobates och familjen långtungebin. Inga underarter finns listade i Catalogue of Life.